# Microcosmodes
Microcosmodes is een geslacht van kevers uit de familie van de loopkevers (Carabidae). De wetenschappelijke naam van het geslacht werd voor het eerst geldig gepubliceerd in 1936 door Embrik Strand.

## Soorten
Het geslacht Microcosmodes omvat de volgende soorten:
- Microcosmodes amabilis (Dejean, 1831)
- Microcosmodes angolensis (Chaudoir, 1879)
- Microcosmodes chaudoiri (Raffray, 1886)
- Microcosmodes cheranganensis (Burgeon, 1936)
- Microcosmodes cruciatus (Dejean, 1831)
- Microcosmodes diversopictus (Basilewsky, 1949)
- Microcosmodes elegans (barker, 1922)
- Microcosmodes flavopilosus (LaFerte-Senectere, 1851)
- Microcosmodes grandis (Basilewsky, 1947)
- Microcosmodes laetiusculus (Chaudoir, 1879)
- Microcosmodes laetus (Dejean, 1831)
- Microcosmodes luebberti (Kuntzen, 1919)
- Microcosmodes marakwetianus (Burgeon, 1936)
- Microcosmodes natalensis (Peringuey, 1896)
- Microcosmodes perrieri Jeannel, 1949
- Microcosmodes pierroni (Fairmaire, 1880)
- Microcosmodes planicollis (Chaudoir, 1876)
- Microcosmodes quadrimaculatus (Csiki, 1907)
- Microcosmodes quadrinotulatus (Motschulsky, 1864)
- Microcosmodes symei (Murray, 1857)
- Microcosmodes tenuipunctatus (LaFerte-Senectere, 1851)
- Microcosmodes vadoni Jeannel, 1949
- Microcosmodes villosulus (Chaudoir, 1879)
- Microcosmodes vivinus (Murray, 1857)